# Кабіни
Кабіни (пол. Kabiny, нім. Kabienen) — село в Польщі, у гміні Кольно Ольштинського повіту Вармінсько-Мазурського воєводства.
Населення — 291 особа (2011).

## Демографія
Демографічна структура станом на 31 березня 2011 року:
|          | Загалом | Допрацездатний вік | Працездатний вік | Постпрацездатний вік |
| -------- | ------- | ------------------ | ---------------- | -------------------- |
| Чоловіки | 142     | 33                 | 95               | 14                   |
| Жінки    | 149     | 38                 | 81               | 30                   |
| Разом    | 291     | 71                 | 176              | 44                   |